# Kuhfelde
Kuhfelde település Németországban, azon belül Szász-Anhalt tartományban. Lakosainak száma 1073 fő (2023. december 31.). Kuhfelde Apenburg-Winterfeld, Beetzendorf és Rohrberg községekkel határos.

## Népesség
A település népességének változása:
| Lakosok száma | 1107 | 1084 | 1060 | 1071 | 1073 |
|               | 2017 | 2019 | 2021 | 2022 | 2023 |